# Bataille d'Aricie
Guerre latino-étrusque
La bataille d'Aricie se déroule à la fin du VIe siècle av. J.-C. dans le cadre des guerres qui opposent les Étrusques aux Latins, qui étaient, jusque-là, dominés par ceux-ci.
À la suite de l'instauration de la République romaine et de l'échec de Lars Porsenna, roi de Clusium, dans sa tentative de reprendre la ville, celui-ci envoie son fils Arruns avec la moitié de son armée assiéger Aricie, pour revenir de cette guerre contre Rome avec un butin.
Ce dernier est près de prendre la ville quand des armées d'Antium, Tusculum et Cumes viennent au secours de la ville assiégée. Les Étrusques remportent tout d'abord des victoires avant l'arrivée de l'armée d'Aristodème de Cumes. Durant cette bataille, Arruns est tué et son armée, perdant tout courage, prend la fuite.

## Sources
- Tite-Live, Histoire romaine, II, 14
- Denys d'Halicarnasse, Antiquités romaines, V, 36 / (en)